# Crucero de Charco Cercado
Crucero de Charco Cercado är en ort i Mexiko.   Den ligger i kommunen Guadalcázar och delstaten San Luis Potosí, i den centrala delen av landet, 400 km norr om huvudstaden Mexico City. Crucero de Charco Cercado ligger 1 373 meter över havet och antalet invånare är 394.
Terrängen runt Crucero de Charco Cercado är kuperad åt sydost, men åt nordväst är den platt. Runt Crucero de Charco Cercado är det mycket glesbefolkat, med 6 invånare per kvadratkilometer. Närmaste större samhälle är Entronque de Matehuala, 5,7 km norr om Crucero de Charco Cercado. Omgivningarna runt Crucero de Charco Cercado är i huvudsak ett öppet busklandskap.